# Station Zwierzyniec
Station Zwierzyniec is een spoorwegstation in de Poolse plaats Poznań.